# Platypalpus approximatus
Platypalpus approximatus är en tvåvingeart som först beskrevs av Becker 1902.  Platypalpus approximatus ingår i släktet Platypalpus och familjen puckeldansflugor. Inga underarter finns listade i Catalogue of Life.